# Судогда (посёлок станции)
Судогда — упразднённый в 1986 году посёлок станции Судогодского района Владимирской области России. На момент упразднения входил в Муромцевский сельсовет. Вошёл в черту посёлка Муромцево.

## География
Находился к юго-востоку от Муромцево.

## История
В 1890-е годы для вывоза древесины была построена железнодорожная ветка широкой колеи длиной 46 км, соединившая Муромцево со станцией Волосатая на линии Ковров—Муром.
При станции начали строиться дома рабочих, железнодорожников. 
В 1986 году решением № 765 от 31.12.1986 Владимирского облисполкома посёлок ж/д станции Судогда и деревня Галанино объединены с посёлком Муромцево.

## Инфраструктура
Действовала железнодорожная ветка Муромского отделения Горьковской ЖД и конечная железнодорожная станция Судогда (код ECP: 24054) с вокзалом. В XXI веке железнодорожная инфраструктура разобрана.